# Matéri
Matéri  ist eine Stadt, ein Arrondissement und eine 1740 km2 große Kommune in Benin. Sie liegt im Département Atakora. Das Arrondissement Matéri hatte bei der Volkszählung im Mai 2013 eine Bevölkerung von 24.490 Einwohnern, davon waren 11.994 männlich und 12.496 weiblich. Die gleichnamige Kommune hatte zum selben Zeitpunkt 113.958 Einwohner, davon waren 55.676  männlich und 58.282 weiblich.
Die fünf weiteren Arrondissements der Kommune Matéri sind Dassari, Gouandé, Nodi, Tantéga und Tchianhoun-Cossi. Kumuliert umfassen alle Arrondissements 77 Dörfer.